# Battaglia di Aqaqiya
La battaglia di Aqāqiyā (in arabo ﻣﻌﺮﻛـة ﺍﻗﺎﻗﻴﺎ‎?, Maʿrakat Aqāqiyā) è stato uno scontro militare avvenuto il 26 febbraio 1916 nel corso della campagna senussita, che mise termine alla rivolta senussita nella parte settentrionale dell'Egitto occidentale. La battaglia ebbe luogo ad Aqaqiya (nota anche come Agagiya o Aqqaqia), a est di Sidi Barrani.
I Senussi aveva combattuto di recente gli italiani in Cirenaica e in Tripolitania, che facevano parte dell'Impero ottomano fino al 1912, soltanto quattro anni prima. Gli italiani erano riusciti a conquistare quelle regioni oggi libiche (il Fezzan fu unito solo in epoca fascista), ma, dopo che era scoppiata la prima guerra mondiale, i turchi, con l'aiuto di armamento tedesco fatto giungere con un sommergibile, incoraggiarono i Senussi a impegnarsi contro l'Egitto, allora sotto il dominio britannico.
Dal febbraio del 1916, le forze senussite sulle coste mediterranee erano sotto il comando di Jaʿfar Pascià al-ʿAskarī, un arabo iracheno di Baghdad (che all'epoca faceva ancora parte dell'Impero ottomano). La Forza di Frontiera occidentale era guidata dal maggior generale W.E. Peyton e comprendeva la 1ª Brigata sudafricana di fanteria, comandata dal brigadier generale H. T. Lukin. La brigata sudafricana e unità ad essa associate mossero in direzione di Sollum, alla frontiera occidentale egiziana. La forza militare del generale Lukin aveva in carico due battaglioni di fanteria sudafricana, più il Dorset Yeomanry, i Bucks Hussars, i Royal Scots e la 1ª Batteria di artiglieria montata del Nottinghamshire. Il maggiore Hugh Grosvenor, II duca di Westminster comandava i carri armati del Cheshire Yeomanry.
La brigata sudafricana attaccò le posizioni senussite, messe al ripari delle trincee, e le sgominò, catturando vari prigionieri. I Senussi allora arretrarono e il Dorset Yeomanry li caricò in fuga per circa un chilometro, sottoponendoli un pesante fuoco di artiglieria in aperto deserto. I 184 cavalieri caricarono, spada sguainata, i circa 500 Senussi, forti di quattro mitragliatrici. Le perdite del Dorset Yeomanry furono di cinque ufficiali e ventisette soldati, oltre a 28 altri militari feriti. Jaʿfar Pascià al-ʿAskarī fu catturato e la resistenza senussita infranta.
Di conseguenza, la cittadina frontaliera di Sollum fu nuovamente occupata dalle forze britanniche il 14 marzo. Jaʿfar al-ʿAskarī rimase prigioniero nella capitale egiziana del Cairo, dove era di stanza anche il famoso “Lawrence d'Arabia”, che coordinò la rivolta araba contro gli ottomani. Il pascià vi prese parte (stavolta contro Istanbul), mettendosi agli ordini dell'emiro Faysal, più tardi primo re d'Iraq, che chiamò al dicastero iracheno della difesa proprio Jaʿfar al-ʿAskarī.